# Dienstleistungsstelle
Dienstleistungsstellen (oder zentrale Dienststellen) sind in der Organisationstheorie Stellen, die zentrale Unterstützungsaufgaben für mehrere Leitungsstellen wahrnehmen.

## Allgemeines
Dienstleistungsstellen übernehmen unterstützende Funktionen gegenüber anderen (Linien-)Stellen und führen operative Routineaufgaben durch. Sie unterscheiden sich von den Stabsstellen dadurch, dass sie ihre Arbeitsleistungen für verschiedene Instanzen erbringen, während die Stabsstellen unmittelbar einer einzigen Instanz zugeordnet sind. Diese bereichsübergreifenden Tätigkeiten erfordern die Anordnung der Dienstleistungsstellen möglichst in der oberen Hierarchie eines Unternehmens. Bereits bei Eugen Schmalenbach ist 1959 die Unterscheidung zwischen Stabsstellen und zentralen Dienststellen zu finden, die für ihn „funktionale Anordnungsrechte besitzen“.

## Arten
Man unterscheidet zwischen Dienstleistungsstellen mit Weisungsbefugnis (etwa Personalwesen, Controlling, Informatik, Rechtsabteilung) und Dienstleistungsstellen ohne Weisungsbefugnis (so genannte funktionsfreie Unterstützungsstellen wie etwa Kantine, Poststelle, Fuhrpark oder Empfang). Die ersteren haben die Befugnis, anderen Organisationseinheiten fachliche Weisungen erteilen zu dürfen. So entscheidet die Rechtsabteilung über eine ihr gestellte Rechtsfrage und weist damit die Fachabteilung an, das betreffende Geschäft weisungsgemäß durchzuführen. Ist eine Dienstleistungsstelle mit einer Weisungsbefugnis gegenüber anderen Stellen ausgestattet, wird sie auch als Instanz bezeichnet.
In der amerikanischen Fachliteratur werden die fachlichen Weisungsrechte von Dienstleistungsstellen als „Prinzip gestrichelter Linien“ (englisch dotted-line-principle) bezeichnet, das seinen Namen aus der Schaubild-Darstellung im Organigramm herleitet. Disziplinarische Weisungsbeziehungen werden nämlich hier mit „durchgezogenen Linien“ markiert, fachliche Weisungsbeziehungen kennzeichnet man mit „gestrichelten Linien“ (englisch dotted lines).

## Aufgaben
Rolf Bühner zufolge nehmen Dienstleistungsstellen eigenständig Aufgaben wahr, die vorher den Linienstellen zugeordnet waren, deren Kapazität oder Kompetenzen jedoch übersteigen, und verfügen über ein informelles, fachliches Weisungsrecht gegenüber Instanzen der Linie. Sie übernehmen mithin reine Beratungsleistungen, Servicefunktionen oder auch Entscheidungsbefugnisse. Dadurch, dass Dienstleistungsstellen auch Unterstützungsaufgaben für andere Leitungsstellen durchführen, haben sie den Charakter von Linienstellen. Wegen der zentralen Wahrnehmung von Linienaufgaben werden Dienstleistungsstellen auch Zentralstellen genannt. Die zur Erfüllung ihrer Aufgaben erforderlichen Befugnisse sind aus den Entscheidungs- und Weisungsbefugnissen der Instanz abgeleitet, der sie organisatorisch zugeordnet sind. Dienstleistungsstellen benötigen in manchen Fällen auch das Recht zur Vorgabe von Richtlinienkompetenzen. Die Übergänge von den Stabsstellen zu den Dienstleistungsstellen sind fließend, denn bei letzteren kann es sich auch um frühere Stäbe handeln, deren Aufgaben im Laufe der Zeit an Bedeutung gewonnen haben. Beispiel hierfür ist die Rechtsabteilung, die als Stabsstelle eine lediglich beratende Funktion aufweist, so dass die Geschäftsbereiche den Gutachten der Rechtsabteilung – etwa aus geschäftspolitischen Gründen – nicht folgen müssen. Ist sie jedoch eine Dienstleistungsstelle mit Weisungsbefugnis, sind ihre Entscheidungen bindend.